# Pesega
Pesega – wieś na wyspie Upolu na Samoa. Miejscowość znajduje się na zachodnich obrzeżach Apii, stolicy kraju. Pesega jest częścią zachodniego okręgu wyborczego Faleata, który stanowi część okręgu politycznego Tuamasaga.
W Pesedze mieszka 141 osób.
We wsi znajduje się siedziba Kościoła Jezusa Chrystusa Świętych w Dniach Ostatnich (Kościół LDS) na Samoa z dużą białą świątynią przy głównej drodze. LDS Church College Pesega znajduje się za terenem świątyni.